# Diomedes Grammaticus
Diomedes Grammaticus – gramatyk łaciński, żył w drugiej połowie IV wieku.
Napisał dzieło zwane De Oratione et Partibus Orationis et Vario Genere Metrorum libri III lub Artis gramaticae libri III. W tomie I omawia osiem części mowy, w II elementarne idee gramatyki i stylu, a w III poezję i liczebniki.